# Jean-Baptiste Le Vicomte de la Houssaye
Jean Baptiste Marie-Anne-Renaud Le Vicomte, comte de la Houssaye (1732-1810) est Président à mortier au Parlement de Bretagne en 1775 à 1789. Il est né le 24 septembre 1732 à Sévignac (Côtes-d'Armor) et décédé le 13 juillet 1810 à Saint-Brieuc. 

## Biographie
Il est le fils de Jean François Le Vicomte, seigneur de la Houssaye (conseiller au Parlement de Bretagne), et de Marie-Louise Ferré de La Ville-ès-Blancs.  
Jean Baptiste Le Vicomte s'est marié le 11 avril 1765 à Rennes avec Marie-Anne céleste de Saint-Pern (décédée en 1767 à Saint-Brieuc). Il se remarie en secondes noces en 1772 à Saint-Brieuc avec Marie de la Rivière de Beauchêne. Ils ont une fille et 2 garçons. Il est aussi Président de la Chambre des Vacations.

### Président de la Chambre de Vacation du  Parlement de Bretagne
Jean Baptiste Le Vicomte, en tant que Président à Mortier du Parlement Breton, vient à l'Assemblée nationale constituante, et s'appuyant sur la foi des traités conclus entre les deux nations, s'oppose à l'enregistrement des Édits du Roi en affirmant que « les nations ont des droits » .